# Serghei Tarnovschi
Serghei Tarnovschi (Leópolis, Ucrania, 24 de junio de 1997) es un deportista moldavo que compite en piragüismo en la modalidad de aguas tranquilas. Su hermano Oleg compite en el mismo deporte.
Participó en tres Juegos Olímpicos de Verano, obteniendo dos medallas de bronce, en Tokio 2020 y París 2024, en la prueba de C1 1000 m. Además, consiguió en Río de Janeiro 2016 otra medalla de bronce, que posteriormente le fue retirada por dar positivo por dopaje.
Ganó cinco medallas en el Campeonato Mundial de Piragüismo entre los años 2015 y 2024, y diez medallas en el Campeonato Europeo de Piragüismo entre los años 2016 y 2025.
En los Juegos Europeos de Cracovia 2023 consiguió una medalla de bronce en la prueba de C1 500 m.

## Palmarés internacional
| Juegos Olímpicos   | Juegos Olímpicos         | Juegos Olímpicos  | Juegos Olímpicos |
| Año                | Lugar                    | Medalla           | Competición      |
| ------------------ | ------------------------ | ----------------- | ---------------- |
| 2016               | Río de Janeiro (Brasil)  | DSC               | C1 1000 m        |
| 2020               | Tokio (Japón)            | Medalla de bronce | C1 1000 m        |
| 2024               | París (Francia)          | Medalla de bronce | C1 1000 m        |
| Campeonato Mundial |                          |                   |                  |
| Año                | Lugar                    | Medalla           | Competición      |
| 2015               | Milán (Italia)           | Medalla de bronce | C1 1000 m        |
| 2022               | Halifax (Canadá)         | Medalla de oro    | C1 5000 m        |
| 2023               | Duisburgo (Alemania)     | Medalla de bronce | C1 500 m         |
| 2024               | Samarcanda (Uzbekistán)  | Medalla de oro    | C1 500 m         |
| 2024               | Samarcanda (Uzbekistán)  | Medalla de plata  | C1 5000 m        |
| Juegos Europeos    |                          |                   |                  |
| Año                | Lugar                    | Medalla           | Competición      |
| 2023               | Cracovia (Polonia)       | Medalla de bronce | C1 500 m         |
| Campeonato Europeo |                          |                   |                  |
| Año                | Lugar                    | Medalla           | Competición      |
| 2016               | Moscú (Rusia)            | Medalla de plata  | C1 1000 m        |
| 2021               | Poznań (Polonia)         | Medalla de plata  | C1 500 m         |
| 2022               | Múnich (Alemania)        | Medalla de plata  | C1 500 m         |
| 2024               | Szeged (Hungría)         | Medalla de oro    | C1 500 m         |
| 2024               | Szeged (Hungría)         | Medalla de bronce | C1 1000 m        |
| 2024               | Szeged (Hungría)         | Medalla de bronce | C1 5000 m        |
| 2025               | Račice (República Checa) | Medalla de oro    | C1 5000 m        |
| 2025               | Račice (República Checa) | Medalla de plata  | C1 500 m         |
| 2025               | Račice (República Checa) | Medalla de bronce | C1 1000 m        |
| 2025               | Račice (República Checa) | Medalla de bronce | C4 500 m mixto   |